# Нормандия — Неман (фильм)
«Нормандия — Неман» — художественный фильм, снятый режиссёром Жаном Древилем в 1959 году. Производство киностудий Franco-London-Film, Alkam Films и «Мосфильм». Продюсер Александр Каменка. В написании сценария принимал участие Константин Симонов. Премьера: 24 февраля 1960 (Париж), 9 марта 1960 (Москва).
Фильм посвящён лётчикам французской эскадрильи «Нормандия — Неман», сражавшимся в годы Великой Отечественной войны на территории Советского Союза. Основан на реальных событиях. Настоящие фамилии лётчиков в фильме частично изменены.

## Сюжет
Франция капитулировала. Боевые лётчики валяются на алжирских пляжах и тяжело переживают своё вынужденное безделье. Когда у них появляется шанс снова включиться в борьбу с гитлеровской Германией, тринадцать пилотов во главе с майором Марселе́ном зимой 1942 года через Тегеран добираются до Советского Союза, войска которого уже отступили к Волге, но, в отличие от французской армии, продолжают сражаться.
Преодолевая кошмарную русскую зиму, теплолюбивые французы переучиваются на советские самолёты и вступают в бой как истребительная авиационная эскадрилья «Нормандия», подразделение вооружённых сил «Свободной Франции» — едва ли не первая союзная воинская часть на всём огромном советско-германском фронте.
Умный и предусмотрительный бывший учитель Леме́тр, азартный и безрассудно храбрый бывший рабочий Бенуа́, скромный до застенчивости Шардо́н, трусоватый де Лиро́н, всякий раз всё-таки умеющий заставить себя идти в бой вместе с товарищами, и даже «два маркиза», истинные аристократы де Вильмо́н и де Буасси́, и в воздухе умеющие драться по-мушкетёрски изящно, — лётное искусство и мужество помогают французским лётчикам встать в один ряд с русскими товарищами по оружию. Через аварии, непонимание, трагические случайности — вместе с возникающим взаимным уважением и доверием крепнет настоящее боевое братство.
Наконец, после года жестоких боёв «Нормандия» получает первое пополнение — вторую команду французских лётчиков, сумевших приехать в Советский Союз. В составе второй группы в СССР прилетает и майор Флавье́, бывший командир Бенуа и де Вильмона — профессиональный офицер, всегда подчинявшийся приказам; в его послужном списке есть даже сбитый английский самолёт. Теперь эскадрилья может быть развёрнута в полноценный истребительный авиаполк. И именно Флавье как старший по званию оказывается вынужден после гибели майора Марселена принять на себя командование полком «Нормандия». В том числе и заслуженными орденоносными ветеранами, которые бежали из оккупированной Франции, чтобы сражаться с фашистами, когда сам Флавье ещё считал это воинским преступлением…

## В ролях

### Эскадрилья «Нормандия», полк «Нормандия — Неман»
- Марк Кассо — майор Марселен, первый командир эскадрильи «Нормандия», затем командир полка (собирательный образ; прототипы — Жозеф Пулике́н, Жан Тюля́н, Пьер Пуйяд)
- Жорж Ривьер — Герой Советского Союза лейтенант Бенуа, командир первой эскадрильи полка «Нормандия» (прототип — Герой Советского Союза Марсель Альбер)
- Джани Эспозито — капитан Леметр, командир второй эскадрильи (прототип — Герой Советского Союза Марсель Лефевр)
- Жан-Клод Мишель — майор Флавье, командир третьей эскадрильи, затем полка «Нормандия-Неман» (условный прототип — Луи Дельфино́)
- Ролан Менар — Герой Советского Союза лейтенант маркиз де Вильмон (прототип — Герой Советского Союза виконт Ролан де ла Пуап)
- Жан Убе — лейтенант маркиз де Буасси
- Пьер Трабо — лейтенант Шардон
- Жак Ришар — лейтенант Колен
- Жерар Дарьё — лейтенант Ле Ген
- Жерар Бюр — капитан де Лирон
- Андре Умански — лейтенант Дюпон
- Ришар Винкле́р — лейтенант Симоне́́
- Мишель де Серевиль — лейтенант Пикар
- Даниэль Даре — лейтенант Казаль
- Клеман Тьерри — младший лейтенант Виньелетт
- Жак Бернар — младший лейтенант Перье
- Николя Батай — лейтенант Кастор, переводчик
- Ролан Шалос — доктор (прототип — Жорж (Григорий Янкелевич) Лебединский)
- Владимир Бамдасов — инженер-капитан Сарьян, зампотех «Нормандии»
- Юрий Медведев — старшина Иванов, механик де Буасси

### Советские лётчики
- Николай Лебедев — полковник Синицын
- Николай Рыбников — капитан Тарасенко
- Владимир Гусев — лейтенант Зыков
- Виталий Доронин — генерал Комаров, командир авиадивизии

- Леонид Хмара — текст за кадром
- Нина Гребешкова

## Съёмочная группа
- Режиссёр-постановщик: Жан Древиль
  - Режиссёр: Дамир Вятич-Бережных
  - Ассистенты режиссёра: Л. Охрименко, Луи Паскаль
  - Режиссёр по монтажу: Ева Ладыженская
- Главный оператор: Жак Натто
  - Оператор: Жан Лалье
- Художник: Алексей Пархоменко
- Художник-декоратор: Александр Хинкис
- Композитор: Родион Щедрин
- Звукооператор: Борис Вольский
- Воздушные съемки: Е. Лозовский
- Автор сценария: Константин Симонов, Шарль Спаак, Эльза Триоле
- Грим: М. Аляутдинова, Л. Лерноусова
- Костюмы: М. Жукова
- Комбинированные съемки
  - Оператор: К. Алексеев
  - Художник: А. Клименко
- Оркестр управления по производству фильмов
  - Дирижёр: Г. Гамбург

## Награды
- Брюссель-61 («За фильм, способствующий делу мира»).

## Съёмки
Вместо самолётов Як-1, Як-3 и Як-9, на которых летали пилоты эскадрильи «Нормандия-Неман», на съёмках использовались учебно-тренировочные самолёты Як-11 ДОСААФ Сумского аэроклуба.

## Критика
Французский лётчик, Герой Советского Союза Ролан де ла Пуап, служивший в эскадрилье «Нормандия — Неман» отмечал, что если не считать некоторых недостатков фильма, к которым он относил прежде всего сильные преувеличения в характерах персонажей, то советско-французский фильм даёт точное представление о деталях службы и деятельности подразделения. К достоинствам картины он также отнёс реалистично поставленные сцены боёв. Французский критик Жан де Баронселли писал по поводу фильма: «Сколько бы вы ни старались оставаться бесстрастным, какую бы ни питали ненависть к тому, что прямо или косвенно способно прославлять войну, нельзя без волнения слышать, как русские офицеры поют на своем языке „Марсельезу“ в честь французских офицеров».